# Altino (gemeente)
Altino is een gemeente in de Italiaanse provincie Chieti, regio Abruzzen en telt 2633 inwoners (31-12-2004). De oppervlakte bedraagt 15 km², de bevolkingsdichtheid is 169 inwoners per km².

## Externe link

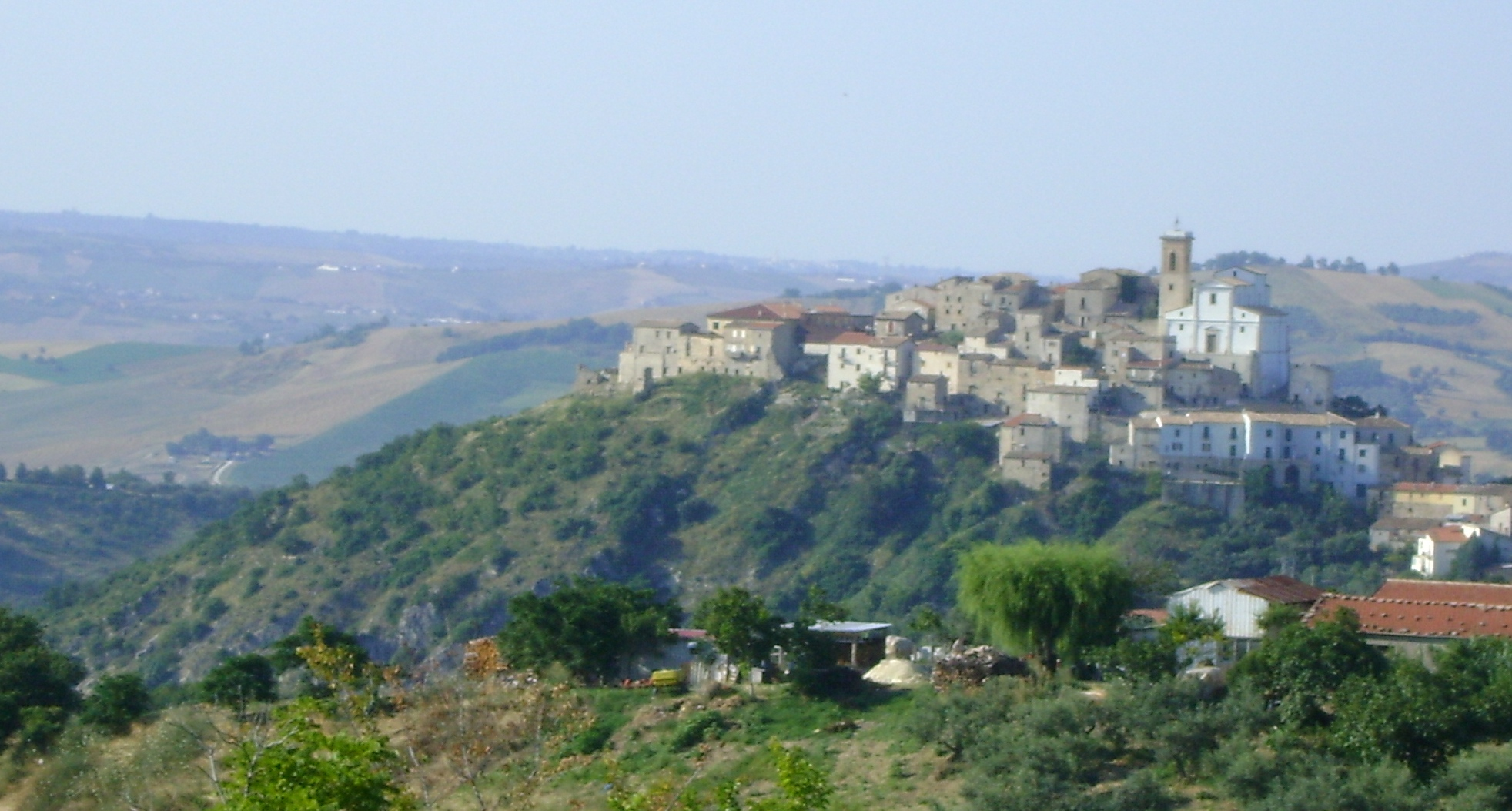
Altino